# Példázat

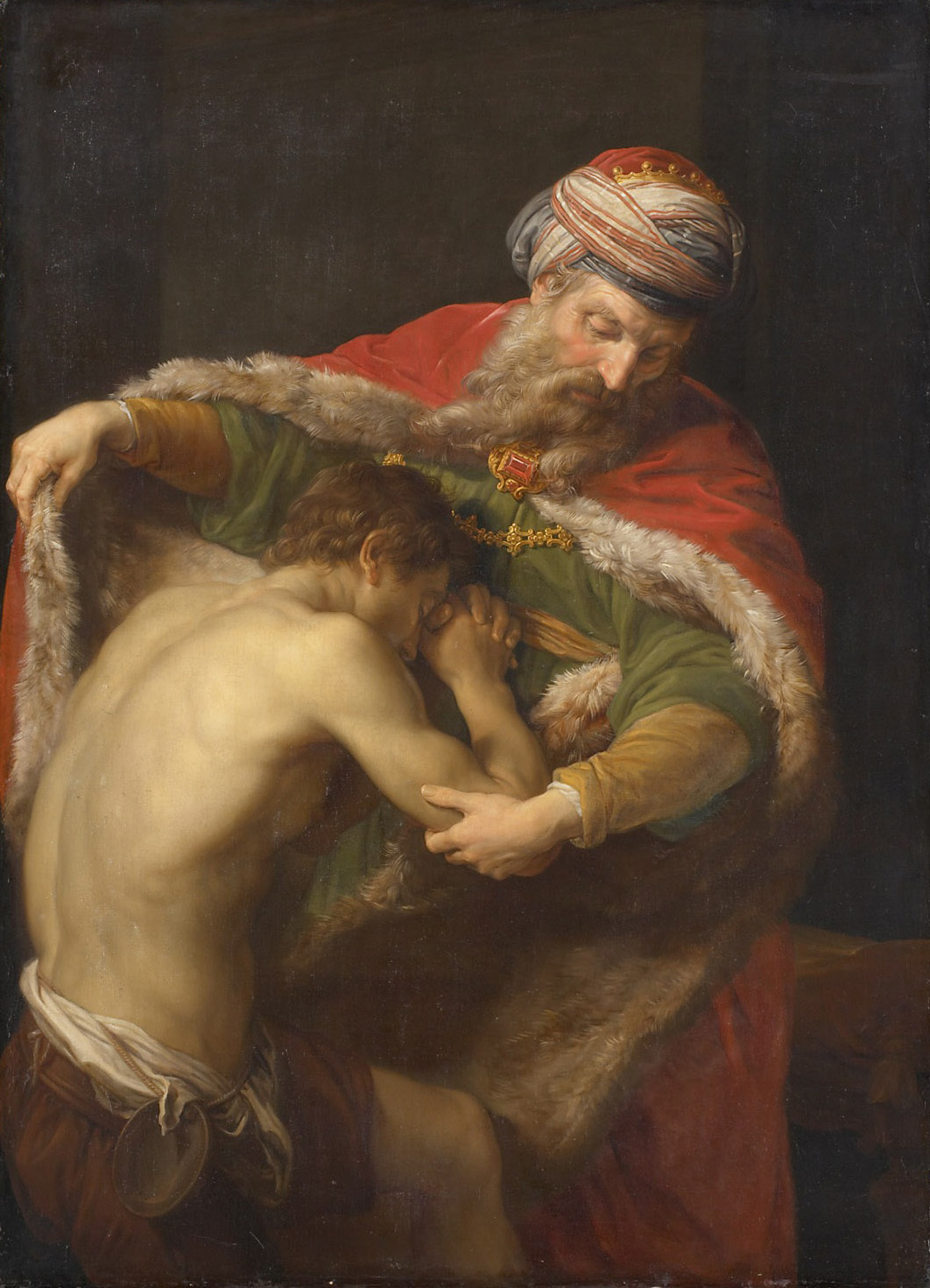
A tékozló fiú hazatérése

A példázat olyan történet, elbeszélés, mely erkölcsi útmutatást, tanulságot tartalmaz, a legendákkal rokon. Eredetének az Ószövetség példázatai, valamint a tanító jellegű mesék tekinthetők. Tipikus példázatgyűjtemény a Gesta Romanorum vagy Petrus Alphonsi Disciplina Clericalis című műve, de a magyar nyelvű kódexekben is gyakran szerepelnek ilyen gyűjtemények.